# 尼泊爾農業

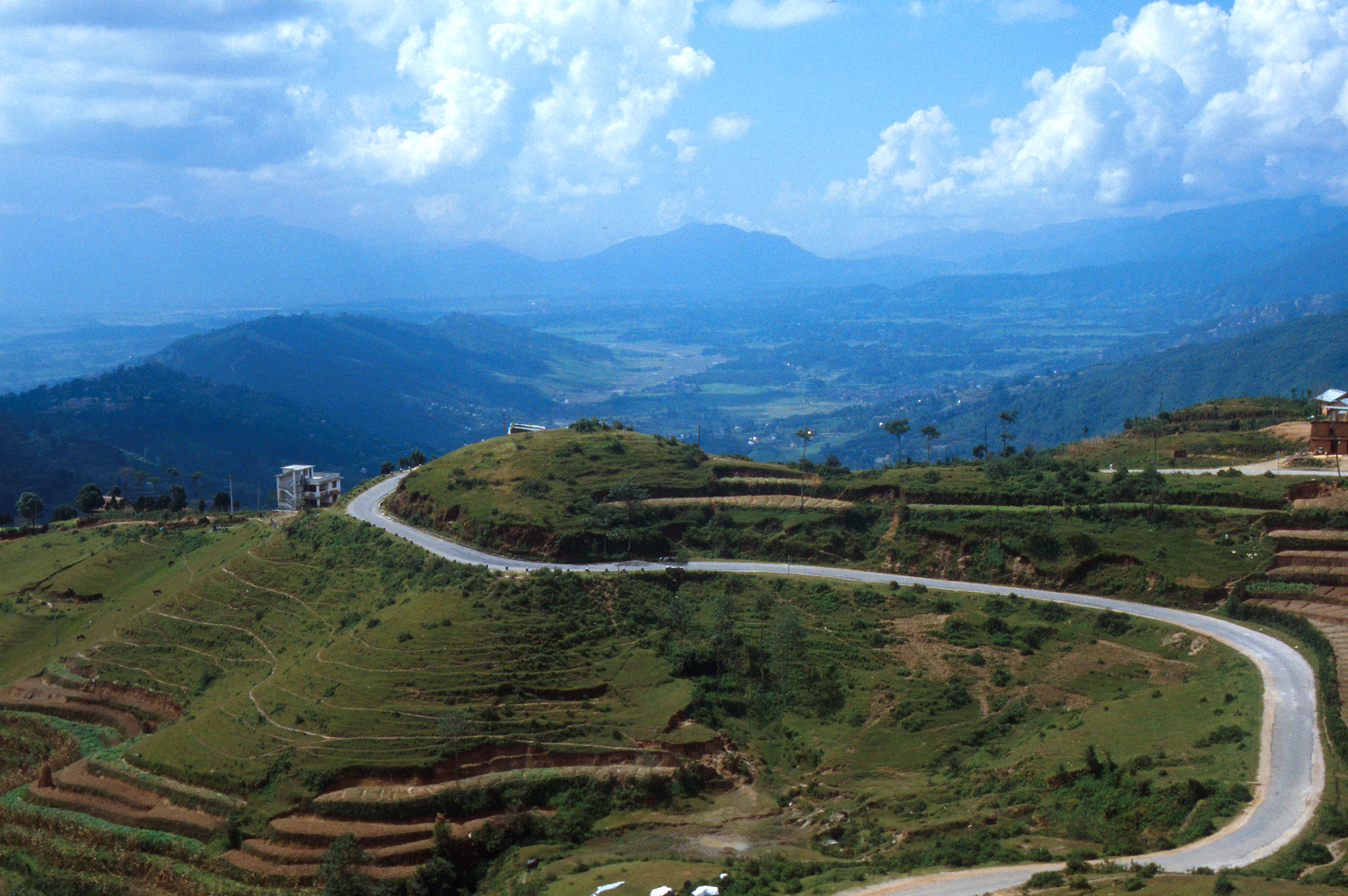
尼泊爾的農田。

農業是尼泊爾的經濟主體。在20世紀80年代後期，超過90％的人口是農民，儘管只佔土地總面積的約20％是可耕種的，農業佔平均GDP的60％左右，出口的約75％。自第五個五年計劃（1975-80）制定以來，農業一直是政府最優先考慮的因素，因為經濟增長取決於提高現有作物的生產力和使農業基礎多樣化以用作工業投入。
根據世界銀行的說法，農業是大多數人的食物、收入和就業的主要來源 。它提供了約33％的國內生產總值。在努力增加農業生產和農業基礎多樣化的同時，政府重點關注灌溉、化肥和殺蟲劑的使用，引進新工具和高產品種的新種子，以及提供信貸。然而，這些投入的分配不足以及獲得供應方面的問題阻礙了進展。雖然德赖平原地區正在進行土地複墾和定居，但森林砍伐造成的環境退化和生態失衡也阻礙了進展。
雖然新的農業技術有助於增加糧食產量，但仍有進一步增長的空間。然而，過去的經驗表明，在利用現代技術實現健康成長方面存在瓶頸。為糧食和工業投入生產經濟作物的目標也存在衝突。

## 歷史

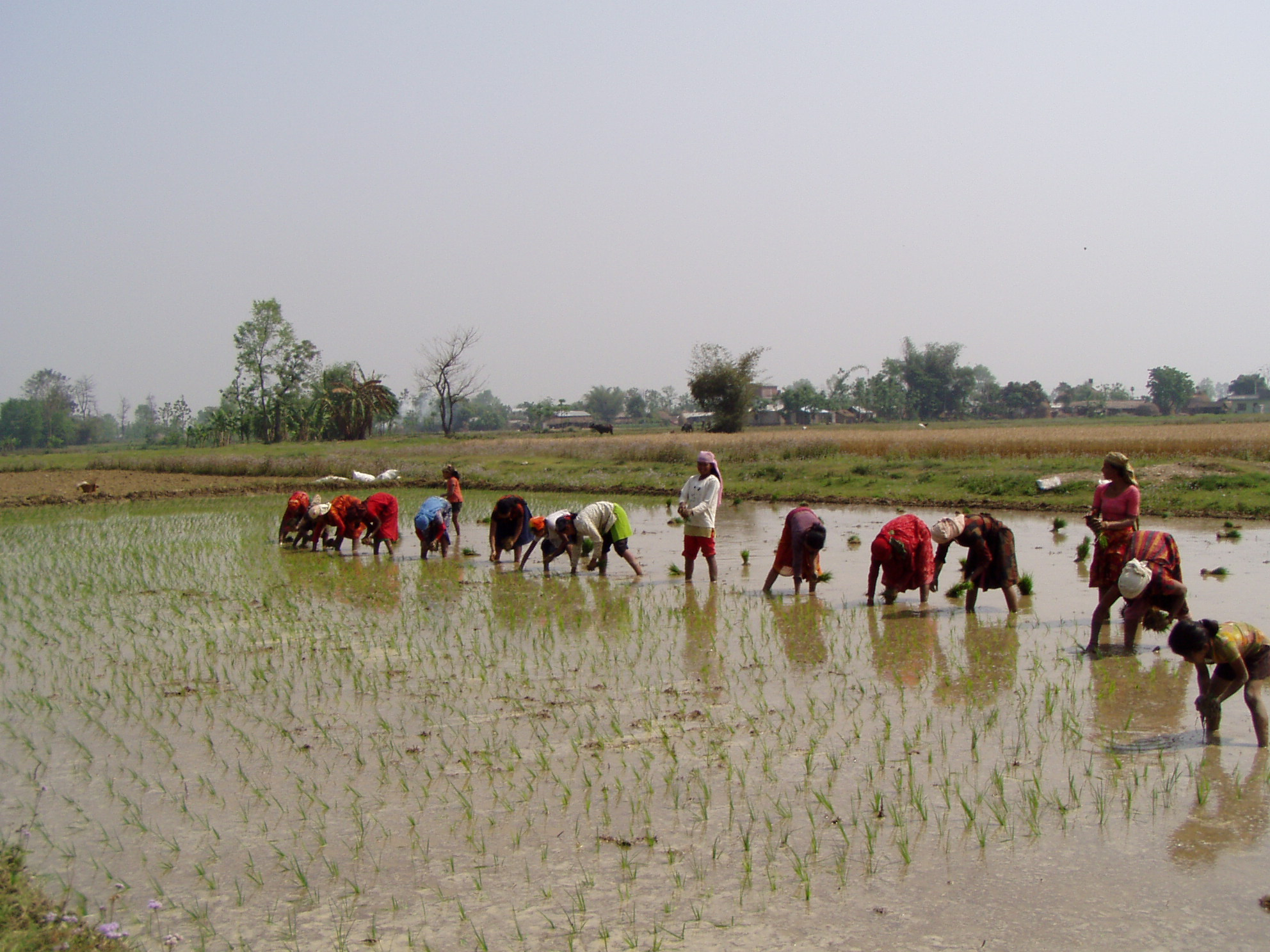
一群尼泊爾婦女在種植水稻。

由於這些因素以及天氣條件，作物的產量波動很大。雖然從1974年到1989年農業產量年均增長率為2.4％，但與人口增長並不相符，同期人均增長率為2.6％。此外，同期糧食生產的年平均增長率僅為1.2％。
但仍取得了一些成功，德賴地區的肥沃土地和山區勤勞的農民提供了更多的主食（主要是大米和玉米）供應，使當地人口的每日熱量攝入量從1988年的人均約1,900增加到1988年的超過2000卡路里。此外，可以使用灌溉設施的地區從1956年的約6,200公頃增加到1990年的近583,000公頃。
大米是最重要的穀類作物。 1966年稻米總產量略高於100萬噸;到1989年，生產了300多萬噸。由於降雨量的變化，水稻生產的波動非常普遍；然而，總體而言，隨著新的栽培技術的引入以及耕地的增加，稻米產量有所增加。到1988年，大約390萬公頃的土地正在種植水稻。尼泊爾的許多人都以種植水稻為生。1966年，生產了約50萬噸玉米，第二種主要糧食作物。到1989年，玉米產量已增加到100多萬噸。
其他糧食作物包括小麥、小米、大麥和咖啡，但它們對農業部門的貢獻很小。在20世紀70年代早期，經濟作物的產量增加，從20世紀70年代到80年代，甘蔗和煙草的產量也大幅增加。自1980年以來，馬鈴薯和油籽的產量呈現溫和增長。根據政府的統計數據，牛奶，肉類和水果的產量有所改善，但到20世紀80年代後期仍未達到大多數人可以獲得營養均衡的食物的程度。此外，自1989年以來，肉類和奶類產量的增長未達到理想的產量水平。尼泊爾有超過50％的人從事農業。1988-89年，糧食佔糧食總產量的76％。在1989-90年間，儘管天氣條件惡劣，缺乏農業投入，特別是肥料，但產量增加了5％。事實上，惡劣的天氣波動往往會影響生產水平。到20世紀80年代，生產的一些收益是由於勞動力的生產率提高（15年後約7％）;其他收益是由於土地使用增加和有利的天氣條件。根據2008/2009年尼泊爾農業統計資料，只有65.6％的人口依賴農業，21％的土地是耕種的，而6.99％的土地是未開墾的。

## 灌溉
在尼泊爾270萬公頃的農業用地中，只有1.3萬公頃有灌溉設施。 大多數灌溉系統都是中小規模的。
最近由氣候與發展知識網絡（CDKN）資助的一項研究顯示，由於氣候變化和極端事件，每年約有0.8％的農業GDP損失。有必要提高農業生產力，使其更加適應氣候不確定性和總體變化。 最近洪水和乾旱的增加引起了對氣候變化迅速的擔憂，並且可能需要重新考慮現有的灌溉設計和管理安排。

## 外部連結
- Emergence of latest technologies in Nepali Agriculture （页面存档备份，存于） YouTube